# SIG SG 510
Stgw 57 (Sturmgewehr 57 — штурмовая винтовка образца 1957 года) или SIG SG 510 — швейцарская автоматическая винтовка, выпущенная фирмой SIG (Schweizerische Industrie Gesellschaft) в 1957 году.

## История
В середине 1950-х годов на швейцарской фабрике SIG началась работа над автоматической винтовкой, возглавленная Рудольфом Амслером. Разработанная штурмовая винтовка марки AM 55 (также известная под названием SIG 510-0) была спроектирована на базе немецкой экспериментальной штурмовой винтовки StG45 (M).
Новая винтовка после военных испытаний была принята для вооружения швейцарской армии в 1957 году. Поскольку в Швейцарии есть несколько официальных языков, оружие имеет официальное название в каждом из них (M57, Fusil d’Assault Mle 57, Sturmgewehr 57). Винтовка была спроектирована под швейцарские 7,5×55 мм боеприпасы GP11.
В последующие годы были разработаны версии в других калибрах, предназначенных для экспорта, но в больших количествах выпускалась только версия SIG 510-4 калибра 7,62 х 51 мм НАТО, которая была экспортирована в Чили (около 15 000 экземпляров) и Боливию (около 5000 экземпляров).
Решение о прекращении производства винтовки SIG 510 было принято в 1983 году. Последние экземпляры были выпущены в 1985 году. По оценкам, в других версиях было выпущено около 585 000 винтовок Stg 57. В швейцарской армии её заменила винтовка SIG SG 550.

## Варианты
- SG 510-1 — базовый вариант.
- SG 510-2 — облегченный вариант.
- SG 510-3 — вариант под советский патрон 7,62×39 мм. Был разработан для участия в конкурсе на новый автомат для финской армии.
- SG 510-4 — экспортный вариант под патрон 7,62×51 мм НАТО с изменёнными рукояткой, цевьём, прикладом и прицельными приспособлениями, укороченным стволом и прямыми магазинами на 20 патронов.
- SIG PE-57 — самозарядный вариант SG 510-1 для гражданского рынка Швейцарии.
- SIG AMT (American Match Target) — самозарядный вариант SG 510-4 для гражданского рынка США. Не имел крепления для штыка и направляющих для винтовочных гранат.

## Страны-эксплуатанты
- Боливия: На вооружении — вариант SG 510-4[1]
- Заир[2]
- Монако: Используется Ротой карабинеров Принца[3]
- Украина[1]
- Чили: На вооружении — вариант SG 510-4[1]
- Швейцария: Принят на вооружение Швейцарской армии в 1957 году[4], в 1984 году началась их замена на 5,56-мм автоматы[5]